# La Salle-Passy-Buzenval
 (mai 2010).
Si vous disposez d'ouvrages ou d'articles de référence ou si vous connaissez des sites web de qualité traitant du thème abordé ici, merci de compléter l'article en donnant les références utiles à sa vérifiabilité et en les liant à la section « Notes et références ».

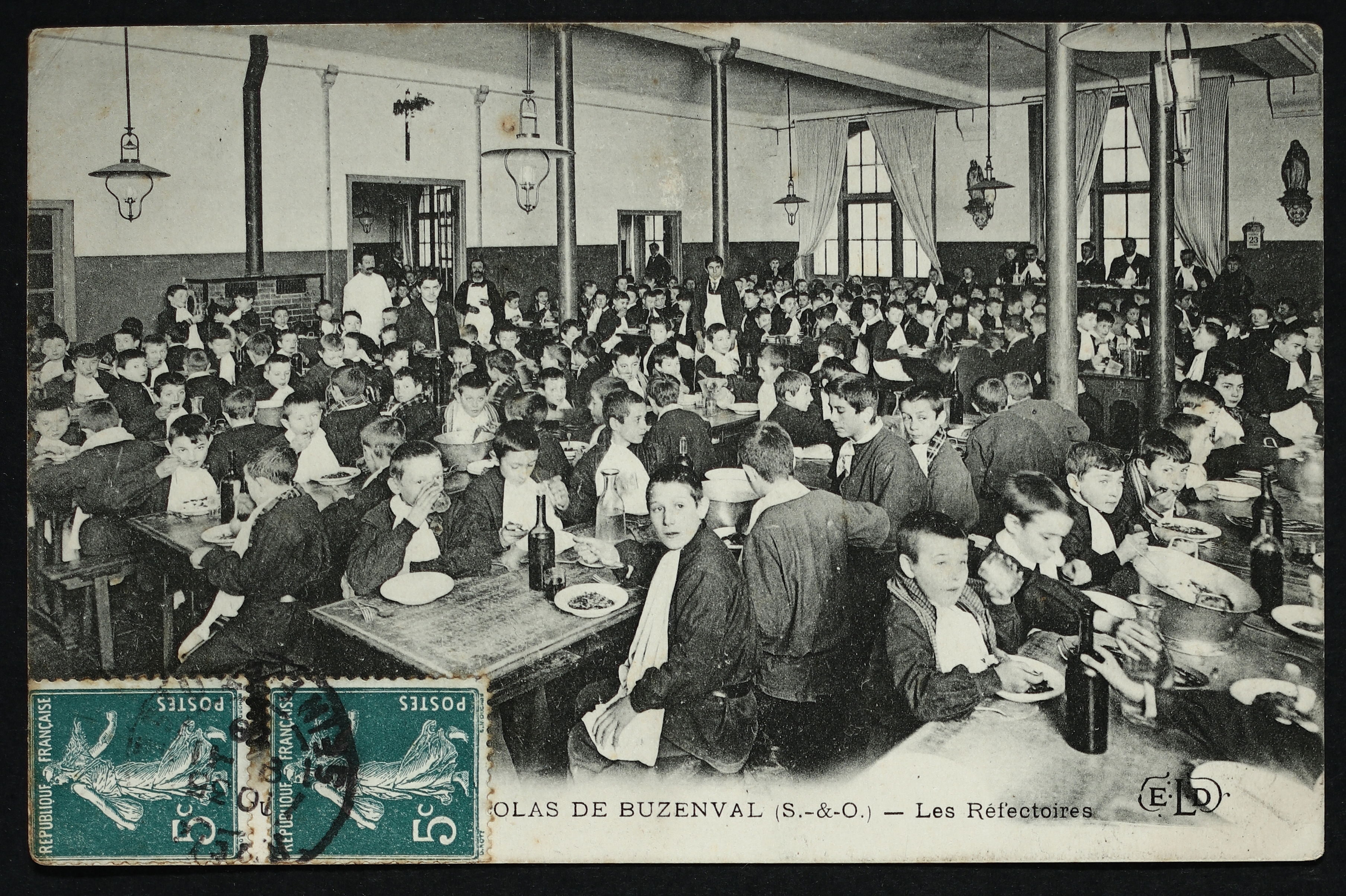
Photographie ancienne de l'établissement.

La Salle-Passy-Buzenval, ou Passy-Saint-Nicolas-Buzenval, est un collège-lycée catholique privé sous contrat français des Frères des écoles chrétiennes, né en 1960 par la fusion de l’école Saint-Nicolas et de Passy-Froyennes. L'établissement est situé dans la commune de Rueil-Malmaison, dans le département des Hauts-de-Seine. Son collège a la particularité d'être réservé aux garçons, le lycée étant mixte, comptant néanmoins 70 % de garçons. 
Le lycée La Salle-Passy-Buzenval est reconnu parmi les meilleurs lycées de France avec des taux de réussite au Bac quasiment constants à 100 %. La filière S (Scientifique) présente un score de 100 % depuis 2008 tandis que la filière ES (Économique et Sociale) n'est jamais descendue en dessous des 98 %.

## Historique
En 1883, la duchesse de Cadore meurt sans héritier et lègue son domaine de Buzenval à l'Œuvre de Saint-Nicolas. Cette dernière confie Buzenval aux Frères des écoles chrétiennes. C'est en 1901 que l'école Saint-Nicolas ouvre ses portes. Malgré la loi de 1905 de la séparation des Églises et de l'État, l'école reste ouverte dès 1904 grâce à l'œuvre de Saint-Nicolas, reconnue d'utilité publique. Les Frères des écoles chrétiennes sont contraints de s'exiler en Belgique, où ils fondent l'Institut Passy-Froyennes à Ramegnies-Chin, dans l'actuelle commune de Tournai, avec l'apport également de certains avoirs de l'Institut Saint-Luc de Lille, forcé de fermer également. Hébergés par l'Institut Saint-Luc de Tournai avec lequel l'école fusionne, les frères français y vivent, quasiment en exil, jusqu'en 1959, lorsqu'ils retournent en France. 
Au milieu du XXe siècle, la mission de l'école est d'offrir une éducation aux enfants de la classe ouvrière. Le domaine, vaste, comprend une ferme, des vergers, des ruches. En théorie, les jeunes y vivent en quasi-autarcie.
En 1960, les Frères des écoles chrétiennes procèdent à la fusion de Saint-Nicolas-de-Buzenval et de Passy-Froyennes. Durant cette décennie, de grands chantiers démarrent, dont celui de la grande chapelle. La devise de l'établissement est : « Commencez par rendre heureux ceux que vous voulez rendre meilleurs » (Frère Théothique, 1839).   
En 2000, le lycée de l'établissement devient mixte. 
 (août 2019).
En 2010, l'établissement fête son cinquantenaire et prend officiellement le nom de La Salle-Passy-Buzenval. 
En septembre 2016, l'établissement inaugure une nouvelle statue à l'effigie de Saint Jean-Baptiste de La Salle. 

### Classement du lycée
En 2017, le lycée se classe  2e/52 au niveau départemental quant à la qualité d'enseignement, et 18e/2277 au niveau national. Le classement s'établit sur trois critères : le taux de réussite au bac, la proportion d'élèves de première qui obtient le baccalauréat en ayant fait les deux dernières années de leur scolarité dans l'établissement, et la valeur ajoutée (calculée à partir de l'origine sociale des élèves), de leur âge et de leurs résultats au diplôme national du brevet).

### Classement du collège
Selon le classement effectué par le groupe réussite, classant les meilleurs collèges de France, le collège se classe 19e. Ce classement prend en compte le nombre d'admis au brevet, l'effectif ainsi que le nombre de mention obtenue

## Description
Le domaine de l'établissement scolaire Passy-Buzenval s'étend sur 43 hectares et constitue la plus grande propriété des Hauts-de-Seine. Il comprend un vaste bois en plus des installations pédagogiques et sportives. L'établissement compte plus de 2 200 élèves, parmi lesquels près de 250 internes, et une équipe éducative de 250 adultes, dont 170 professeurs.  
Le collège a la particularité de ne pas être mixte : les élèves sont tous des garçons. Les élèves sont répartis en neuf classes d'une trentaine d'élèves par promotion. Une petite partie d'entre eux est interne. Ils ont accès à un restaurant en libre-service et à un CDI rénové en 2013. Le lycée quant à lui est devenu mixte en 2000, mais accueille beaucoup plus de garçons que de filles, en raison de son passé de lycée de garçons, de la non-mixité du collège, et de la proximité du centre Madeleine-Daniélou, lycée catholique de filles. Les lycéens, parmi lesquels on compte plus d'internes qu'au collège, ont leur propre CDI et leur propre restaurant en libre-service. Ils peuvent aussi se restaurer dans une cafétéria.
Le lycée général comprend dix classes au lycée. Il propose différents enseignements de spécialité aux élèves de première et de terminale :  
- Mathématiques
- Sciences de la vie et de la Terre (SVT)
- Langue, littérature et culture étrangère anglais (LLCE)
- Physique-chimie
- Sciences économiques et sociales (SES)
- Langue, littérature et cultures de l’Antiquité, latin – grec (LLCA)
- Histoire-géographie, géopolitique, sciences politiques (HGGSP)
- Humanités, littératures et philosophie (HLP)
- Sciences de l’ingénieur (SI)
- Numérique et sciences informatiques (NSI)
- Éducation physique, pratiques et culture sportives (EPPCS)

Le lycée technologique et professionnel prépare au bac STI2D (Sciences et technologies de l'industrie et du développement durable) et au bac pro MELEC (Métiers de l'électricité et de ses environnements connectés). 
L'établissement scolaire propose également deux formations d'études supérieures : une classe préparatoire aux grandes écoles PTSI - PT et un brevet de technicien supérieur BTS ATI (Assistant technique de l'ingénieur). 
Passy-Buzenval étant un établissement des Frères des écoles chrétiennes, même si plus aucun Frère n'y enseigne, des séances de catéchisme sont organisées une heure par semaine pour les collégiens ainsi que pour les lycéens. Les bâtiments comprennent une grande chapelle et petite chapelle. 
La grande chapelle de Passy est le plus grand lieu de culte des Hauts-de-Seine.
Le collège-lycée possède de nombreuses infrastructures pour l'enseignement sportif, le sport tenant une place essentielle dans la vie de l'école : plusieurs salles de sport, plusieurs terrains (de rugby, de football et de basket), un stade d'athlétisme et une piscine privée.
En plus des cours d'EPS, les mercredis après-midi, l'Association Sportive (A.S.) accueille les collégiens et lycéens inscrits aux différentes activités proposées, telles que l'escrime, le rugby, l'escalade, le football ou encore le handball. Le collège propose également une heure de piscine par semaine aux collégiens en EPS. L'école possède également sa propre chorale, formée en 1960.

### Classements des CPGE
Depuis 2008, le lycée accueille des classes préparatoires PTSI et PT. Le classement national des classes préparatoires aux grandes écoles (CPGE) se fait en fonction du taux d'admission des élèves dans les grandes écoles. En 2017, L'Étudiant donnait le classement suivant pour les concours de 2016 :
| Filière | Élèves admis dans une grande école* | Taux d'admission (Top 11)* | Taux moyen sur 5 ans | Classement national |
| --- | ----------------------------------- | -------------------------- | -------------------- | ------------------- |
| PT | 21 / 30 élèves                      | 70,0 %                     | 44,8 %               | 4ème sur 63         |
| Source : Classement 2018 des prépas - L'Étudiant (Concours de 2017). * le taux d'admission dépend des grandes écoles retenues par l'étude. En filières scientifiques, c'est un panier de 11 à 17 écoles d'ingénieurs qui a été retenu par L'Étudiant selon la filière (MP, PC, PSI, PT ou BCPST). |                                     |                            |                      |                     |

Elle se classe deuxième en 2023 et 2024 sur l'intégration aux écoles du Top 9 d'après le classement de Challenges, derrière Sainte-Geneviève.

## Anciens élèves
- Jean Marais (1913-1998), acteur, élève fin des années 1920[16] ;
- Philippe Clay (1927-2007), chanteur[17] ;
- Alain Delon (1935-2024), acteur, vite renvoyé pour indiscipline[8] ;
- Jacques de Chateauvieux (né en 1951), directeur général de Bourbon ;
- Jean Azéma (né en 1953), directeur général de Groupama jusqu'en 2011 ;
- Xavier Delamarre (en) (né en 1954), diplomate et linguiste, spécialiste de la langue gauloise ;
- Pierre Mounier-Kuhn (né en 1954), historien, spécialiste de l'histoire de l'informatique ;
- Jean de Loisy (né en 1957), critique d'art et commissaire d'exposition français ;
- Laurent Neumann (né en 1964), journaliste politique ;
- Jean d'Orléans, comte de Paris (né en 1965), prétendant orléaniste au trône de France depuis 2019[17] ;
- Franck Javary (né en 1967), prélat catholique, évêque de Châlons-en-Champagne ;
- Alexandre Poussin (né en 1970), écrivain-voyageur et réalisateur de documentaires français ;
- Sylvain Tesson (né en 1972), écrivain (bac A en 1989)[17] ;
- Guillaume Gallienne (né en 1972), comédien[17] ;
- Alexandre Duval-Stalla (né en 1974), avocat et écrivain.